# 투르크셀

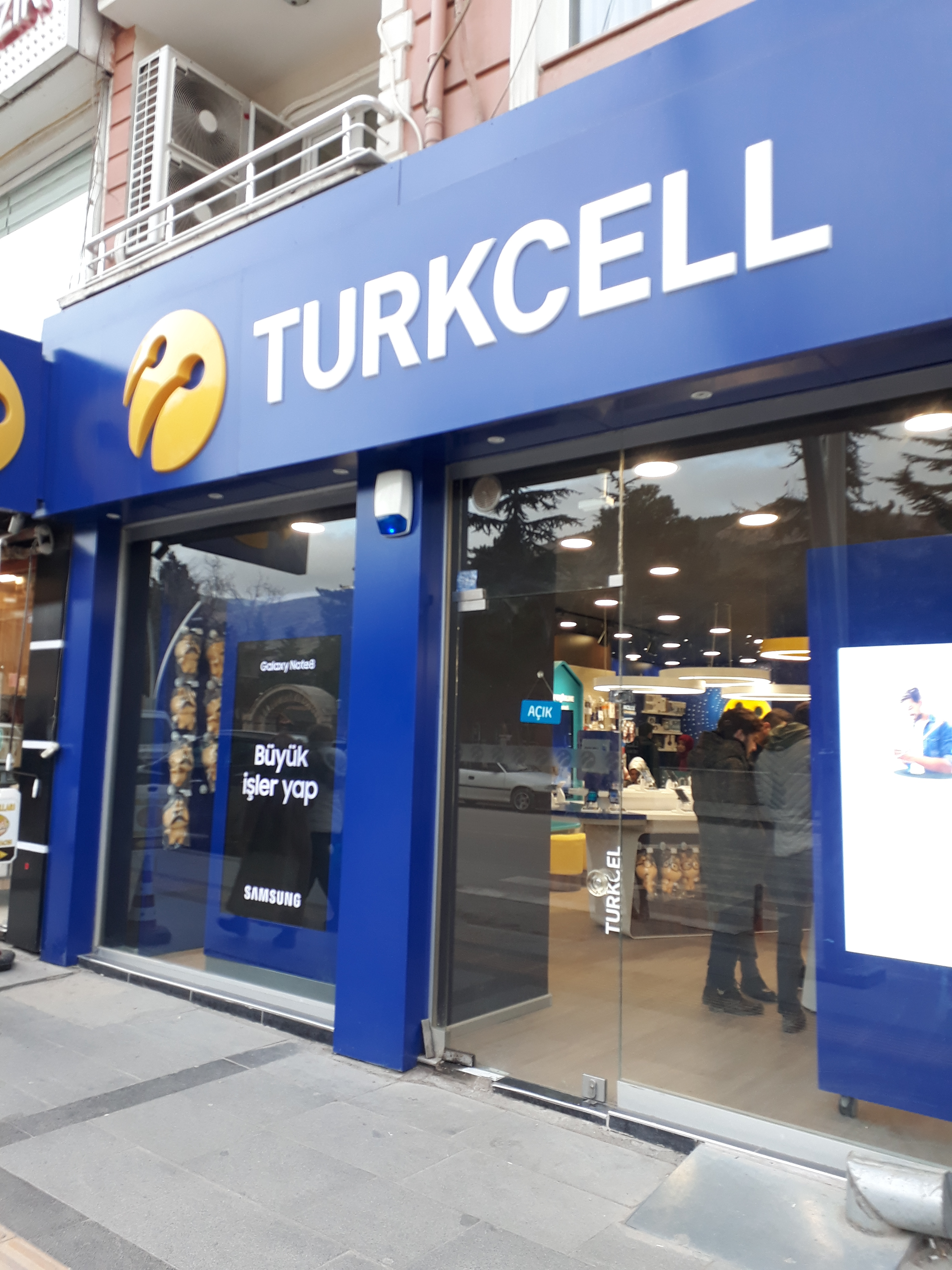

투르크셀(Turkcell)은 이스탄불에 위치한 터키의 선두적인 통신사이다. 2011년 9월 30일 기준으로 34,400,000명의 고객이 있다.